# Sainte-Croix (Aisne)
Sainte-Croix egy település Franciaországban, Aisne megyében. Lakosainak száma 130 fő (2022. január 1.). Sainte-Croix Arrancy, Aubigny-en-Laonnois, Bouconville-Vauclair és Corbeny községekkel határos.

## Népesség
A település népessége az elmúlt években az alábbi módon változott:
| Lakosok száma | 103  | 113  | 115  | 132  | 130  | 123  | 130  | 133  | 134  | 130  |
|               | 1968 | 1982 | 1990 | 2006 | 2013 | 2015 | 2017 | 2019 | 2020 | 2022 |